# Социологија интернета
Социологија интернета подразумева примену социолошких теорија и метода на интернет као извор информација и комуникације.Социолози су забринути социјалним импликацијама технологије; новим друштвеним мрежама, виртуелним заједницама и начинима интеракције који су се појавили, као и са проблемима везаним за сајбер криминал.
Интернет, као најновији у низу знатних информационих достигнућа, од интереса је социолозима на различите начине: као алатка за истраживање, на пример, у коришћењу онлајн анкета уместо папирних, као платформа за дискусију, а и као тема за истраживање. Социологија интернета у ужем смислу се бави анализом онлајн заједница, виртуелних заједница и виртуелниx светова, организационим променама убрзаним новим медијама попут интернета, и социјалним променама које се увелико појављују у трансформацији индустријског у информационо друштво. Онлајн заједнице се могу проучавати статистички помоћу мрежних анализа али се у исто време могу тумачити и квалитативно, попут преко виртуелне етнографије. Социјалне промене се могу проучавати преко статистичких демографија или преко интерпретације променљивих порука и симбола у онлајн медија студијама.

## Појава дисциплине
Интернет је релативно нов феномен. Као што је Роберт Дарнтон рекао, то је револуционарна промена: која се догодила јуче, или дан пре, у зависности од тога како га посматрате. Интернет се развио из ARPANET-а, који датира из 1969; као термин је успотављен 1974. Светска мрежа , онаква какву је данас знамо, обликована је половином 1990-их, када су графички кориснички интерфејс и услуге попут имејла постале популарне и привукле ширу публику ( ненаучну и невојну) и трговину. Интернет експлорер је првобитно избачен 1995; Netscape годину дана раније. Гугл је основан 1998. Википедија је основана 2001. Фејсбук, Мајспејс и Јутуб су основани половином 2000-их. Веб 2.0 се и даље појављује. Количина информација доступна на интернету и број корисника интернета глобално наставља да расте убрзаним темпом. Термин "дигитална социологија" се сада све чешће користи да означи нове смерове у социолошким истраживањима дигиталне технологије од Веб 2.0.

## Трендови у истраживању
Према Полу Ди Мађију, истраживања се углавном фокусирају на умешаност интернета у 5 области:
1. Неједнакост
2. Заједница и друштвени капитал
3. Политичко учешће
4. Организација и друге економске институције
5. Културни диверзитет

У почетку, постојале су предвиђања да ће интернет променити све (или ништа) ; међутим, временом, појавио се консензус да интернет, барем у тренутној фази развоја, пре допуњава постојеће медије него што их смењује. Ово је довело до промишљања идеја деведесетих о "конвергенцији нове и старе медије". Интернет такође пружа ретку прилику проучавања промена изазваних информационо-комуникационим системом.

## Друштвени утицај
Интернет је креирао нове форуме друштвене интеракције и друштвених релација укључујући сајтове за умрежавање попут Фејсбука и Мајспејса као и сајтова попут meetup.com и Каучсурфинг који омогућавају лакшу офлајн интеракцију.
Иако се некада сматрало да су виртуелне заједнице сачињене искључиво од вирутелних друштвених односа, истраживачи често констатују да чак и такви друштвени односи формирани у виртуелним просторима се одржавају како на интернету, тако и ван њега.
Непрекидно се воде дебате око тога да ли интернет креира више или мање друштвеног капитала, да ли креира више или мање разноврсну друштвену средину, као и око улоге интернета у друштвеном отуђивању.
У марту 2014, истраживачи са универзитета у Аризони су проучавали како онлајн интеракције утичу на упознавања уживо. Студија је објављена у делу Сајберпсихологија, понашање и умрежавање. Анализирали су 26 женских студената са електродама како би им мерили друштвену анксиозност. Пре но што су упознале људе, студенткињама су показане слике од особа које је требало да упознају. Изтраживачи су открили да упознавање са неким уживо, након што су погледале њихове слике, повећава узбуђење, што су студије повезале са повећањем друштвене анксиозности. Ова открића потврђују претходне студије које су показале да социјално анксиозни људи преферирају онлајн интеракције. Студија је такође препознала да стимулисано узбуђење може бити асоцирано са позитивним емоцијама и може довести до позитивних осећања.
Скорашње истраживање је узело Интернет ствари у свој опсег, с обзиром да се за глобалне мреже међусобно повезаних свакодневних објеката говори да су следећи корак у технолошком напретку. Покривеност Интернет ствари се проширује брзим темпом. Ово има велики број последица, са тренутним применама у здрављу, агрокултури, саобраћају и малопродајним пољима. Компаније попут Самсунга и Сигфоха су доста уложиле у поменуте мреже, и њихов друштвени утицај ће морати да се мери сразмерно томе, са неким социолозима који предлажу стварање социјално-технолошких мрежа људи и техничких система. Проблеми приватности, право на информације, законодавство и креирање садржаја ће доспети у јавно испитаивање под светлом ових технолошких промена.

### Политичка организација и цензура
Интернет је постигао значај и као политичка алатка. Председничка кампања Хауарда Дина 2004. у САД је постала позната по својој способности да генерише донације преко интернета, а капмпања Барак Обаме из 2008. је по томе постала још познатија. Друштвени покрети и друге организације све више користе интернет да изнесу како традиционали, тако и интернетски активизам.
Владе су сада такође онлајн. Неке државе, попут Кубе, Ирана, Северне Кореје, Мјанмара , Кине и Саудијске Арабије користе филтрирајући и цензурски софтвер да ограниче чему све њихови држављани могу да приступе на интернету. У Великој Британији користе софтвер да лоцирају и ухапсе разне појединце. Друге државе, укључујући и САД, су усвојиле законе према којима посед или дистрибуција одређеног материјала, попут дечје дечје порнографије, се сматра иллегалним али не користе филтрирајући софтвер. У неким државама, интернет сервис провајдери су се сложили да ограниче приступ сајтовима које је полиција означила.

### Економија
Иако је много написано о економским предностима електронске трговине, такође постоје докази о томе како неки аспекти интернета, попут мапа и локација свесних сервиса, могу служити да ојачају економску неједнакост и дигиталну подељеност. Електронска трговина може бити одговорна за удруживање и за смањење малих предузећа, резултирајући у повећању неједнакости у примањима.